# 阿道法斯·什莱扎维丘斯
阿道法斯·什莱扎维丘斯（1948年2月2日—2022年12月6日）是一名立陶宛政治人物，1993年至1996年任立陶宛总理。

## 經歷
什莱扎维丘斯出生于希奥利艾县米尔奇什凯斯（Mirčiškės）村，毕业于考纳斯工学院机械系，曾在考纳斯食品工业技校执教。后在立陶宛一个国家乳制品公司当经理，1977年任肉奶加工工业部副部长。1981－1983年在莫斯科进修研究生并获经济学副博士。后来曾先后担任立陶宛共产党中央农业和食品工业部副部长、立陶宛奶制品生产联合会主席、立陶宛挪威合资企业领导人等职。
1993年2月阿尔吉尔达斯·布拉藻斯卡斯当选总统后，根据新宪法规定，布拉藻斯卡斯退出立陶宛民主勞工黨，党主席由什莱扎维丘斯继任。3月什莱扎维丘斯被任命为总理。当时，立陶宛的月度通货膨胀率达到10 - 30%，什莱扎维丘斯承诺大幅增涨国家工人工资，并在立陶宛央行实施一个较小的增加和支持货币政策的收紧政策。这使1993年5月25%的月度通胀降至13%，6月至6%，7月至3%。1993年6月25日，立特委员会（由什莱扎维丘斯、总统布拉藻斯卡斯和立陶宛银行行长组成）宣布引入立陶宛立特作为国家货币。
1993年10月什莱扎维丘斯宣布一个货币局安排固定立特平价。1994年3月23日颁布立特稳定法律(Law I-407)，1994年4月1日，汇率固定在3.9立特每美元，固定的汇率导致了国外大量资本流入立陶宛，对接下来的几年里立陶宛金融的经济现代化产生极大的帮助。
1996年2月8日，什莱扎维丘斯因腐败指控，在立陶宛国民议会通过不信任投票后辞职。什莱扎维丘斯在两家银行倒闭的最后一刻，撤回了他的资产，因此面临有关腐败和伪造的刑事指控，但是经过四年的调查后，此案被法院驳回。在政治生涯失利后，什莱扎维丘斯退出政壇转向私人商业。